# Cistus stenophyllus
Cistus stenophyllus är en solvändeväxtart som beskrevs av Heinrich Friedrich Link. Cistus stenophyllus ingår i släktet Cistus och familjen solvändeväxter. Inga underarter finns listade i Catalogue of Life.